# Oögonium (plantkunde)

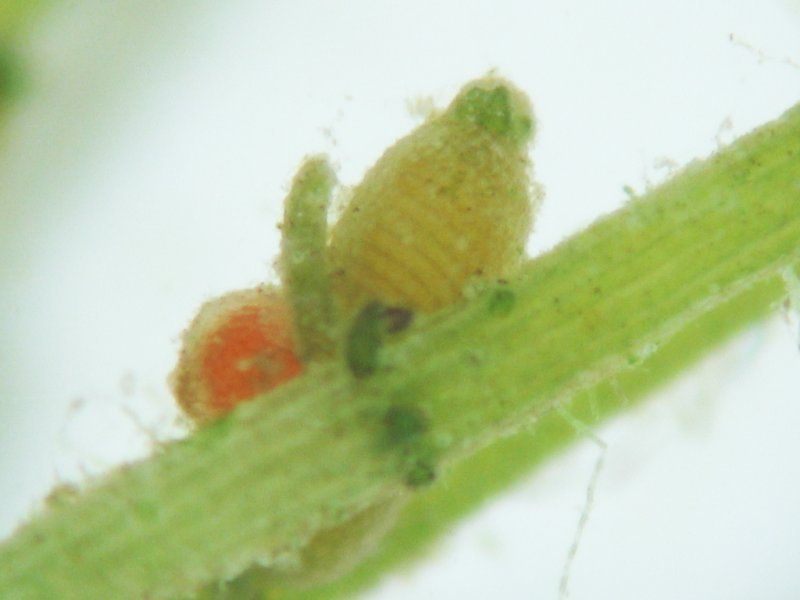
Antheridium (rood) en oögonium (rechts daarnaast) van de alg Chara contraria.

Een oögonium (meervoud: oögoniën, oögonia) is in de botanie een meercellig, vrouwelijk geslachtsorgaan (gametangium) bij sommige algen en schimmels. Het oögonium bevat eicel(len). Een buitenste laag van steriele cellen, zoals die bij een archegonium, ontbreekt.
Bij dieren is een oögonium een voorstadium in de gametogenese bij de vorming van de eicel. Het oögonium ontstaat uit een oerkiemcel of oergeslachtscel, hieruit ontstaat de oöcyt (bijna rijpe eicel).